# Жак Барзун
Жак Мартін Барзун (фр. Jacques Martin Barzun, 30 листопада 1907 року, Кретей, Франція — 25 жовтня 2012 року, Сан-Антоніо, США) — американський науковець, викладач, історик і письменник французького походження, відомий своїми дослідженнями історії ідей, історії культури та філософії освіти, який вплинув на вищу освіту в США своїм наполяганням на уникненні ранньої спеціалізації студентів задля більш широкого вивчення гуманітарних наук.

## Життєпис
Барзун переїхав до Сполучених Штатів у 1920 році. Став викладачем історії Колумбійського Університету в 1927 році, отримавши ступінь доктора філософії там у 1932 році. Працюючи там став деканом факультету, згодом проректором у 1958 році. Вченою радою цього університету йому присуджено почесне вчене звання почесного професора у 1967 році. Допомагав у розробці дворічного курсу читання та обговорення великих книг.
Його роботи з освіти: «Викладач в Америці» (1945), есе; «Дім Інтелекту» (1959), твір, що звинувачує американську систему в створенні штучних інтелектуалів; «Американський Університет: Як це працює, Куди він йде» (1968, нове видання 1993). Пов'язаною роботою є: «Наука: Славетна Розвага» (1964), в якій він критикує те, що вважає завищеною оцінкою наукової думки.
Серед його книг про мистецтво найзначнішими є: «Берліоз та Романтичне Сторіччя», 2т. (1950, 3-е вид. 1969), «Задоволення Музики» (1951, перевидано 1977), «Енергії Мистецтва: Дослідження Авторів Класики та Модерну» (1956), «Класика, Романтика та Модерн» (1961), «Про Письмо, Редагування та Видання» (1971), «Використання та Зловживання Мистецтва» (1974), та інші.
У 1971 році Барзун зі співавтором Венделлом Гертігом Тейлором опублікували «Каталог злочинів: читацький посібник з літератури про детективні таємниці, розслідування та супутні жанри», за що вони отримали спеціальну премію Едгара від Товариства письменників детективного жанру Америки у 1972 році.
Його твір «Від Світанку до Декадансу: 500 Років Західного Культурного Життя, від 1500 до Тепер» (2000), що загально вважається його magnum opus, виданий і здобув широке суспільне визнання, коли автору йшов вже 93-й рік.
У 2003 році Жак Барзун отримав Президентську Медаль Свободи, найвищу цивільну нагороду США. У 2007 році отримав Велику Вчительську Нагороду Товариства Випускників Колумбії.